# Onthophagus laotianus
Onthophagus laotianus là một loài bọ cánh cứng trong họ Bọ hung (Scarabaeidae).